# Dioptis cheledonis
Dioptis cheledonis är en fjärilsart som beskrevs av Druce 1893. Dioptis cheledonis ingår i släktet Dioptis och familjen tandspinnare. Inga underarter finns listade i Catalogue of Life.